# 五十嵐剛紹
五十嵐 剛紹（いがらし たけあき、1960年9月28日 - ）は、東京都出身の元騎手（地方・新潟→上山→金沢所属）。

## 経歴

### デビューから1980年代
1977年10月7日の新潟第4競走・アバナ（8頭中8着）で初騎乗を果たし、11月11日の新潟第1競走・イチポートで初勝利を挙げる  。
渡辺正治・森川一二三・向山牧と共に新潟の名手の一人で、大枝幹也と共に大舞台で仕事する「重賞男」の異名を取ったほか、1983年と1987年にはリーディングを獲得。1983年・1985年・1987年〜1989年には『韓日ジョッキーカップ』、1992年・1994年・1996年には『ニイガタジョッキーカップ』と韓国の騎手交流競走に8度出場。
1980年の新潟グランプリではアドミアサハタに騎乗し、直線矢のように伸びて、独走態勢かと思われたカツボーイとゴール前でデッドヒートを演じる。両者の叩き合いの音がスタンドまで聞こえるほどの大激戦であったが、軍配はハナ差でカツボーイに上がる。1981年にはサクラゲキリユウでカツボーイを破って新潟グランプリを制し、前年の雪辱を晴らす。
1984年には「新潟の星」グレートローマンとのコンビで活躍し、新潟皐月賞・新潟ダービーの二冠を獲得したほか、東北優駿では岩手のカウンテスアップの2着に健闘 。
1986年の北日本アラブ優駿ではカズノフアストで他地区の強豪を相手に7馬身ちぎって圧勝し、県競馬所属馬に初の同レース制覇をもたらしたほか、1987年には60kgを背負って砂山賞を制す
 。
1988年には金沢のオールジャパンリーディングジョッキーに参戦し、地元の山中利夫・中川雅之、石崎隆之（船橋）、安藤勝己（笠松）、岡崎準（福山）を抑えて優勝。

### 1990年代
1991年の銀嶺賞でイチコウタケチヨに騎乗し、雪融けの不良馬場で田んぼのような水の浮くスピード馬場を味方に付け、サラブレッドよりも速い1800m1分52秒1で走破し優勝。東北ダービーでは重賞戦線では勝てずにいたホンスキーに騎乗し、4コーナーで先頭に立った圧倒的人気のロイヤルポイントに並びかけ、直線で真ん中から抜け出して制覇。同年の中央競馬騎手招待では大崎昭一・中野栄治・柴田善臣・江田照男を抑えて優勝している。
1995年11月19日の新潟（中央）第10競走福島3歳ステークスでは15頭中15番人気のキッポーリックに騎乗し、4コーナー14番手から直線で追い込み、新潟3歳ステークス3着のサカモトデュラブ（岩手）をクビ差交わして地方勢最先着の4着に入った。
1996年にはラストヒットで最後の北日本オークス、ヤングスプリンターで東北アラブチャンピオンを制す。ラストヒットでは新潟ダービーで山田信大スターライフとゴールまで激しい叩き合いを演じ、スターライフにクビ差交わされて2着に終わったが、3着エンジェルワルツに8馬身差を付けた 。3度目の再戦となった金沢のサラブレッドチャレンジカップにも騎乗し、1番人気に支持される。スタートして安藤光彰ハカタダイオーと安藤勝己フジノハイメリットの笠松勢が飛び出したのに続き、3頭がハイペースで競り合う流れとなる。向正面に入ってもハカタダイオーとフジノハイメリットの競り合いを虎視眈々と狙ったが、さすがに速すぎたか、勝負どころの3コーナーでは手応えが怪しくなった。それを見て、10ヵ月振りの金沢の怪物プライムキングがまるで他の馬が止まっているかのように見える豪脚で一気に進出し、5年ぶりとなるサラブレッドチャレンジカップ地元馬制覇を決める。スターライフは先頭に踊り出て、馬場の真ん中を抜け出して一気に押し切ると思われたプライムキングを、内から物凄い脚で迫って1馬身差2着と健闘。一方のラストヒットは4コーナーでハカタダイオーと共に粘るも7着に敗れる。
1997年には新潟ダービー・東北ダービーで牝馬フジノローリアスに騎乗し、共に2着に食い込む  。新潟ダービーではアクティブステート騎乗の榎伸彦の絶妙なイン強襲に遭ったが、東北ダービーではレコード勝ちしたメイセイオペラに次ぎ、牡馬相手に新潟皐月賞を制した地元の牝馬イノセントライムを抑えて2着に入る。

### 2000年代
2001年11月11日の新潟第4競走3歳B3・ベリーグッドリックで県競馬時代最後の勝利 を挙げ、同日の第9競走3歳A2特別・キンノヒトミ（10頭中2着）が最後の騎乗 となるが、最後の日となった2002年1月4日は怪我で騎乗できなかった。　
廃止後は2002年に上山へ移籍し、4月21日の第10競走3歳A1・サファリブレイズ（9頭中5着）が上山初騎乗、6月18日の第6競走C4ニ・シルクフューチャーで上山初勝利を挙げる。
同年9月には金沢に移籍し、同1日の第3競走3歳A・ヒカルミョウジョウ（9頭中3着）で金沢初騎乗、3日の第8競走アルデバラン特別をオスカーダンサーで逃げ切って金沢初勝利を挙げる。2003年は9月23日の第1競走C3 5・カネトシプログレスが現役最後の勝利、同30日の第9競走フェニックス特別・ドラゴンキング（8頭中7着）が現役最後の騎乗となった 。同年引退 。

## 通算成績
- 地方 - 12819戦1830勝 勝率14.3% 連対率26.7%
- 中央 - 5戦0勝

### 主な騎乗馬
- サクラゲキリユウ（1981年新潟グランプリ）
- カネサスマイル（1982年農林水産大臣賞典）
- ムラサメクイン（1983年キングトップラン記念・農林水産大臣賞典）
- グレートローマン（1983年新潟ジュニアカップ、1984年新潟皐月賞・新潟ダービー）
- キタノミツル（1983年若駒賞、1984年新潟アラブ優駿・アラブ王冠・農林水産大臣賞典、1985年銀蹄賞・新潟アラブ大賞典・砂山賞）
- イチコウハヤタケ（1984年豊栄記念）
- トウカイシヤトー（1985年新潟ダービー）
- イチコウイナズマ（1986年砂山賞）
- カズノフアスト（1986年, 1987年銀蹄賞、1986年新潟アラブ優駿、1987年砂山賞）
- ビンゴフツト（1986年新潟ジュニアカップ、1988年若草賞）
- ミスターローレル（1987年越佐記念）
- タカラタイザン（1988年銀嶺賞、1989年砂山賞）
- スーパーヒツト（1988年オールジャパンリーディングジョッキー）
- パーフェクト（1990年若駒賞）
- ホンスキー（1991年東北ダービー）
- イチコウタケチヨ（1991年銀嶺賞）
- ウインドスイセイ（1992年東北アラブダービー・アラブ王冠・銀嶺賞、1993年〜1995年銀蹄賞、1993年砂山賞、1994年越佐記念）
- ファンドリイメージ（1992年三条記念）
- ビックファントム（1993年新潟ダービー・青山記念）
- ヤングスプリンター（1996年, 1997年銀蹄賞、1996年東北アラブチャンピオン・新潟アラブ大賞典）
- ムーンライトキッス（1996年若駒賞・駿馬賞）
- ラストヒット（1996年北日本オークス）
- ファルコンボーイ（1998年新潟アラブ優駿）
- ハネダエンペラー（2000年銀嶺賞）